# SMCR8
La Proteïna Intercanviadora de Nucleòtids de Guanina SCMR8 (de l'anglès: Guanine Nucleotide Exchange Protein), altrament anomenada Proteïna Provinent del Gen Candidat 8 de la Regió Cromosomal de la Síndrome de Smith-Magenis (de l'anglès Smith-Magenis Syndrome Chromosomal Region, Candidate Gene 8 Protein). Es troba localitzada principalment al nucli així com al citosol i als lisosomes.
Està codificada pel gen SCMR8, que es troba en el cromosoma 17 i consta de 12,777 bases nucleiques.
| Gen                           | SMCR8 |
| Localització del gen          | - Ideogram human chromosome 17 |
| Organisme                     | homo sapiens |
| Dimensió                      | 937 aminoàcids |
| Pes molecular                 | 105,022 Daltons |
| Identificador taxonòmic       | 9606 NCBI |
| Localització cel·lular        | Citoplasma i nucli |
| Funció molecular              | factor alliberador de nucleòtids de guanina |
| Processos biològics associats | autofàgia, transcripció i regulador de la transcripció |
| Llinatge taxonòmic            | Eukaryota › Metazoa › Chordata › Craniata › Vertebrata › Euteleostomi › Mammalia › Eutheria › Euarchontoglires › Primates › Haplorrhini › Catarrhini › Hominidae › Homo |

## Estructura

### Dominis
Es tracta d'una fosfoproteïna, amb abundància de serines fosforilades en la seva estructura, i forma part de la familia protèica Rab-G. Com a tal, es caracteritza per tenir un domini DENN (de l'anglès Diferentially Expressed in Normal and Neoplasic cells) en la seva estructura que s'encarrega de la transformació GDP-GTP i està repartit en tres subdominis: un de central i dos de laterals, activador i desactivador, units al subdomini central per mitjà de regions llargues d'unió. 

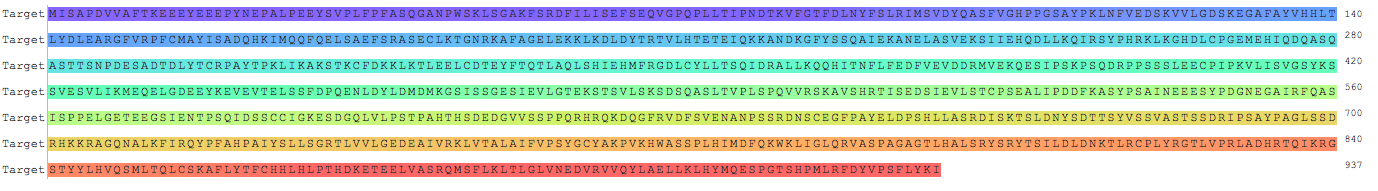
Seqüencia d'aminoàcids de la cadena polipeptídica de la proteïna SMCR8. Conté un total de 937 aminoàcids. Informació extreta de: Swiss-Model (Biozentrum)

Tot i gairebé no conèixer la seva estructura, es pot predir que és similar a la de la fol·liculina (FLCN) que també és part de la familia Rab-G i és un factor intercanviador de guanines (GEF). Es coneixen certes mutacions freqüents que tenen conseqüències en la seva funcionalitat: 
1. Si en la posició 402 es canvia S → A i es troba associada a la mutació T796A, queda inhabilitada la seva funció en la maduració d'autofagosomes.
2. En canvi, si en la posició 402 es canvia S → D associada amb T796D, té lloc una mutació fosfomimètica que confereix a la proteïna la possibilitat de promoure la maduració dels autofagosomes.

També es coneixen certes mutacions post traduccionals:
1. La fosforilació mitjançant TBK1 és imprescindible perquè la proteïna pugui induir la maduració dels autofagosomes.
2. També es troba fosforilada per acció de ULK1 als tres dominis DENN.[9] Isoforma principal SMCR8. Gràcies a l'obtenció de la seqüència d'aminoàcids de la proteïna es poden analitzar les seves homologies amb diferents models d'estructures ja cristal·litzades i estudiades, és per això que hem pogut obtenir l'estructura tridimensional d'algunes de les parts de SMCR8. Com es pot observar a les imatges, predomina l'estructura secundària hèlix alfa.[7] https://swissmodel.expasy.org/interactive/Y6Ah6V/models/04 Arxivat 2019-10-26 a Wayback Machine.

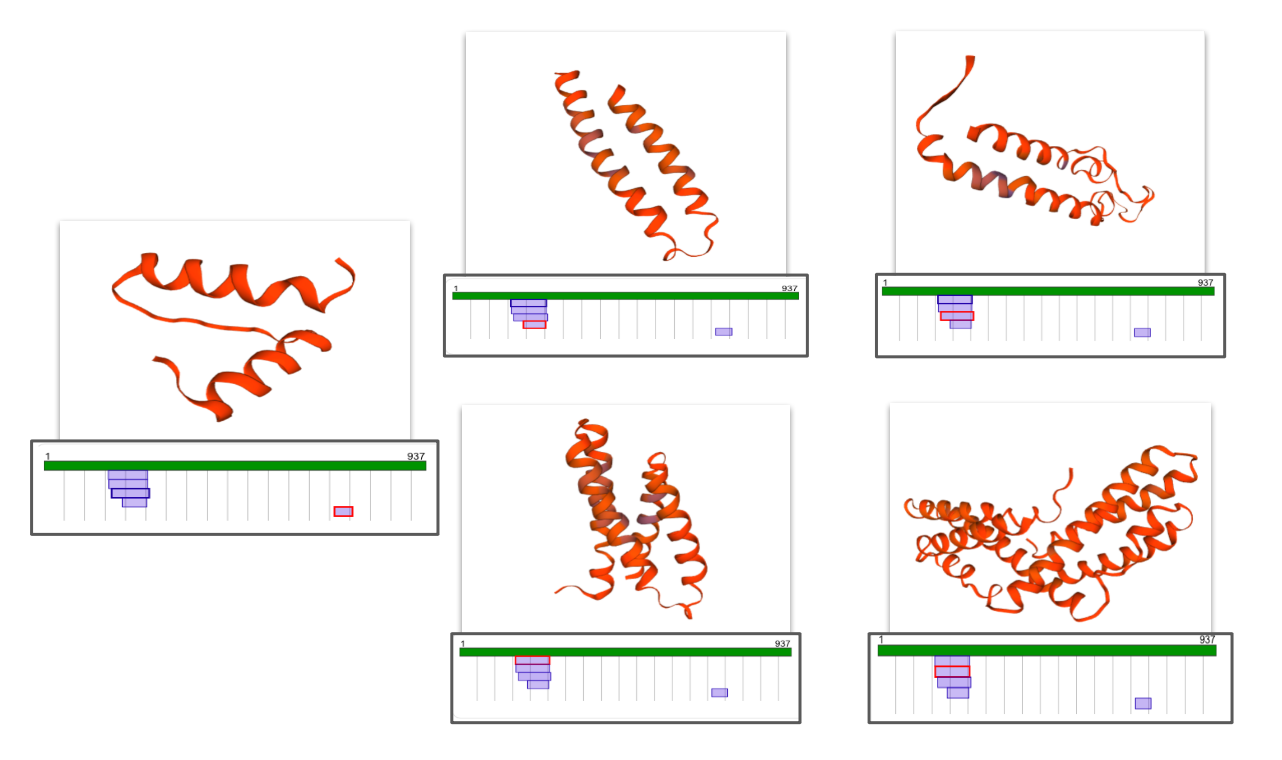
Isoforma principal SMCR8. Gràcies a l'obtenció de la seqüència d'aminoàcids de la proteïna es poden analitzar les seves homologies amb diferents models d'estructures ja cristal·litzades i estudiades, és per això que hem pogut obtenir l'estructura tridimensional d'algunes de les parts de SMCR8. Com es pot observar a les imatges, predomina l'estructura secundària hèlix alfa. https://swissmodel.expasy.org/interactive/Y6Ah6V/models/04

### Isoformes
Compta amb dues isoformes principals. La primera, que s'entén com la forma bàsica i acceptada de la proteïna, està compost de 937 aminoàcids i té un pes molecular de 105,022 Da. La segona isoforma, té una llargada de 787 aminoàcids i pesa 87,755 Da i comparada amb l'isoforma 1 li manca la regió final (788-937) de la cadena peptídica.

### Subunitat
Generalment actua com a subunitat del complex C9orf72-SMCR8. Aquest complex està format per C9orf72 unit a SMCR8 i WDR41 i es sol associar amb el complex de quinases Atg1/ULK1. Té tres principals funcions identificades:
1. Factor alliberant de nucleòtids de guanina, i que per tant, també forma part de la transcripció genètica i de la seva regulació.
2. Lligand de proteïnes i quinases.
3. Inductor de l'autofagocitosi.

## Funcions SMCR8

### Regulació de l'expressió genètica de proteïnes autofàgiques

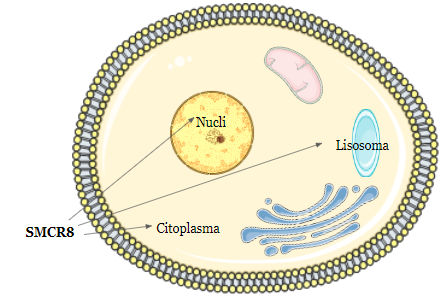
Es pot trobar SMCR8 al nucli, als lisosomes i al citoplasma de la cèl·lula

La gran majoria de molècules de SMCR8 es troben al citosol, no obstant això, també s'observa activitat d'una petita quantitat de proteïnes al nucli de la cèl·lula. La SMCR8 controla l'expressió genètica de diferents proteïnes relacionades amb l'autofàgia (incloent-hi l'ULK1 i WIPI2). Diverses anàlisis en cèl·lules amb dèficits de SMCR8 mostren l'aparició de grans quantitats de proteïnes de regulació autofàgica i lisosòmica.
Per aquest motiu, es pot classificar la SMCR8 com una proteïna STRaND (Shuttling Transcriptional Regulators and Non-DNA binding), un tipus de proteïnes que es traslladen del citoplasma al nucli i s'encarreguen de controlar l'expressió dels gens a l'hora d'associar-se amb factors de transcripció. Molts factors de transcripció són coneguts com a moduladors de l'expressió dels gens ATG, els quals cooperen amb la SMCR8. La regulació de la transcripció genètica induïda per la SMCR8 sembla independent al complex SMCR8-C9ORF72-WDR41.

### Modificacions post-traduccionals
La proteïna SMCR8 pateix una fosforilació en els aminoàcids serina-402 i treonina-796 desencadenada per TBK1 (Serine/threonine kinase), aquesta modificació indueix variacions en l'activitat GEF del complex SMCR8-C9ORF72-WDR41. La variació de la subunitat fosforilada inhibeix l'agregació de proteïnes a cèl·lules que tenen baixos nivells de SMCR8, C9ORF72 o TBK1. A part de la fosforilació per TBK1 en la proteïna SMCR8 s'han pogut detectar altres zones fosforilables, no obstant això, la regulació de les modificacions en aquestes encara no ha estat evidenciada en estudis referencials.
S'ha detectat interaccions entre el complex SMCR8-C9ORF72-WD41 i el complex ULK1, format per la serina/treonina quinasa (ULK1), el FIP200, proteïnes relacionades amb l'autofàgia (ATG13 i ATG101) i substrats que, un cop activats gràcies a una fosforilació, deriven l'activació de l'autofagosoma. Baixos nivells de SMCR8 inicien les fosforilacions en els substrats del complex ULK1. S'ha detectat que la SMCR8 també és fosforilada per mTORC1, AMPK i ULK1 en altres parts de l'estructura polipeptídica, però el seu impacte encara és desconegut.

### Regulació i maduració d'autofagosomes
SMCR8, pel fet de ser una proteïna amb el domini DENN, té diverses funcions que formen part de les vies autofagosòmiques i lisosòmiques.

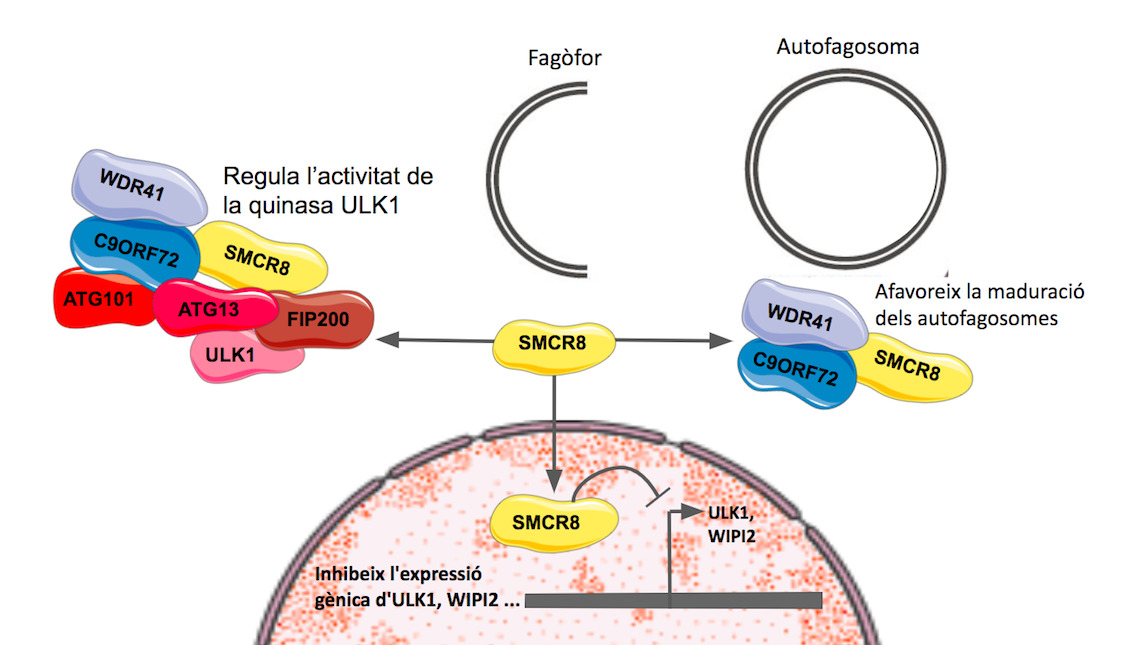
SMCR8 funciona com a regulador autòfag multifacètic. Veiem el seu paper en la maduració de l'autofagosoma dins del complef GEF juntament amb C9ORF72 i WDR4.

Avui en dia es coneix que el manteniment cel·lular és possible gràcies a un equilibri entre síntesi i degradació de proteïnes. L'autofàgia és una via de degradació i reciclatge intracel·lular que es duu a terme en orgànuls que anomenem autofagosomes, vesícules cel·lulars definides per una doble membrana. Aquestes vesícules emmagatzemen contingut citosòlic on s'identifiquen estructures protèiques, orgànuls i patògens que seran degradats amb la fusió d'aquests autofagosomes amb altres vesícules anomenades lisosomes. L'autofàgia està regulada pel transport de membrana, que inclou la fissió, fusió i identificació de membranes. D'altra banda, les proteïnes Rab GTPases i els seus reguladors (proteïnes activadores de proteïnes Rab GTPases – GAPs – i els factors d'intercanvi de nucleòtids de guanina – GEFs –) són elements importants en el procés d'autofàgia.
Com a subunitat del complex, la SMCR8 afavoreix una adequada funció lisosòmica i regula l'autofàgia a través de mTORC1, ULK1 i el seu receptor Rab GTPase, la proteïna RAB39B. El complex SMCR8-C9ORF72-WDR41 produeix un canvi GDP en RAB39B, acció accelerada per la fosforilació que desencadena TBK1 en la subunitat SMCR8 i promou agregacions de proteïnes lisosòmiques i autofàgiques als compartiments.
La concentració de marcadors claus per la iniciació de l'activitat en autofagosomes, com la proteïna WIPI2 (WD repeat domain phosphoinositide-interacting protein), la ULK1 (unc-51 like autophagy activating kinase) i la FIP200/RB1CC1- (focal adhesion kinase interacting protein of 200 kilo Dalton (kDa)/RB1 inducible coiled-coil1) es veu augmentada en cèl·lules amb baixes concentracions de SMCR8. Aquesta, entre altres evidències, demostren la influència del SMCR8 i els seus diferents rols en la maduració i formació d'autofagosomes.

## Complex SMCR8-C9ORF72-WDR41
El complex C9ORF72-SMCR8, està compost com a mínim de C9orf72, SMCR8 i WDR41. C9ORF72 interactua directament amb SMCR8, aquesta interacció depèn del domini DENN, ja que sense ell és possible que les dues proteïnes no puguin plegar-se correctament.
Estudis han revelat, gràcies a la utilització de tècniques experimentals com l'espectrometria de massa, que la proteïna SMCR8 està associada a un complex amb la proteïna C9ORF72 i el domini WDR41. La interacció del complex SMCR8-C9ORF72-WDR41 ha estat confirmada tant a nivell exogen com endogen en cèl·lules. La interdependència de les subunitats del complex es verifica amb algunes evidències com la de que les quantitats de cada proteïna en la cèl·lula són proporcionalment directes, és a dir, en altes o baixes concentracions de C9ORF72, s'identifiquen altes o baixes concentracions de SMCR8 respectivament i viceversa.A més a més, les subunitats SMCR8 i C9ORF72 s'han vist estretament associades en tècniques de co-immunoprecipitació.

### Funcions
El complex C9ORF72 mostra una activitat GEF en proteïnes Rab de guanosina trifosfatasa (GTPasa), promou l'intercanvi de GDP a GTP, activant les GTPases de Rab, com a RAB8A i RAB39B, que es coneixen com reguladors autofàgics regulant el trànsit de membrana. No obstant l'acció catalítica GEF del complex no ha estat identificada.
El complex C9ORF72-SMCR8 modula l'inici d'autofàgia interactuant amb el complex ULK1 i controla l'expressió i activitat de ULK1. Com que l'autofàgia és un procés que té un paper essencial en l'adaptació al dejuni, la condició de fam facilita la interacció entre C9ORF72-SMCR8 i ULK1. El complex també té un paper addicional en la regulació de les etapes posteriors a l'autofàgia. El flux autofàgic millora en les cèl·lules C9orf72, en canvi, l'esgotament de SMCR8 produeix un flux defectuós que dona lloc a una maduració defectuosa de l'autofagosoma. Encara que C9ORF72 i SMCR8 es troben dins del mateix complex de proteïnes, tenen algunes funcions superposades en determinats passos de l'autofàgia, ja que interaccionen i activen diferent Rab i exerceixen papers diferents pel que fa a la regulació del flux autofàgic.

## Desordres i patologies associades a SMCR8
El gen SMCR8 està molt relacionat amb la síndrome Smith-Magenis. Aquesta malaltia, caracteritzada per afectar el desenvolupament de diverses parts del cos, és causada per l'absència o la mutació de diversos gens del cromosoma 17, entre els quals s'inclou el SMCR8.
L'autofagia està regulada pel complex format per SMCR8, C9ORF72 i WDR41. En el cas que es deixi d'expressar la proteïna C9ORF72, és possible que l'autofagia disminueixi, fet que provoca que s'acumulin agregats de P62/SQSCM1 i de TDP-43 al citoplasma, resultant en la presència de dos distintius histopatològics en pacients amb ALS-FTD. La proteïna SMCR8 pot corregir l'alteració de l'autofàgia causada per l'esgotament de C9ORF72 o de TBK1.
A més, segons un estudi fet amb ratolins, la disminució de proteïna SMCR8 provoca esplenomegàlia (melsa fins a 3 cops més gran de la mida estàndard) i autoimmunitat.